# إبراهيم سكجها
إبراهيم سكجها (1923-1991) نقيب الصحفيين الأردنيين، ترأس تحرير جريدتي الرأي والدستور وأسس صحيفتي الشعب الأردنية وكذلك البيان الإماراتية.

## سيرته الذاتية
ولد سكجها في يافا بتاريخ 13 مارس 1926. بدأ بالعمل منذ الصغر ليعول أسرته بعمر الرابعة عشرة بعد أن توفي والده في عام 1940. درس المرحلة الثانوية التجارية في مدرسة العامرية في يافا.
عمل موظفا إداريا في جريدة فلسطين وكان وقتها يكتب مقالات عديدة في الصحيفة نفسها بالإسم المستعار «العدناني الصغير». في عام 1946، أصبح سكرتيرًا للتحرير. هاجر سكجها في عام 1948 إلى القاهرة مع الهجرة الفلسطينية. وعمل هناك في مجلة «روز اليوسف»، وصحيفة «الدفاع»، ودار «الهلال»، قبل أن ينتقل إلى عمّان في عام 1949. بعدها، عمل سكرتيرًا للتحرير في صحيفة «النسر»، وصحيفة «الجزيرة». ثم انتخابه في عام 1953 عضوًا في مجلس لنقابة الصحفيين الأردنيين. وانتخب نقيبًا لثلاث دورات متتالية. أصدر مجموعته القصصية الأولى بعنوان «صور مبتداها في يافا».
في عام 1950، أصدر سكجها جريدة أسبوعية وسماها «آخر خبر» ولكن أُغلقت الصحيفة بعد اعتقاله بقرار حكومي بعد أن صدر عنها ثلاثة أعداد. عاد للقدس ليعمل في صحيفة «فلسطين» سكرتيرًا للتحرير واستمر فيه لمدة ستة عشرة عامًا، قبل أن يعود إلى عمّان في عام 1967. في عام 1987، سافر إلى الإمارات العربية المتحدة وتحديدًا إلى إمارة دبي لتأسيس جريدة «البيان» التي رأس تحريرها لمدة عامين، ولكنه عام إلى عمّان ليتسلم بعدها رئاسة التحرير لكل من جريدة «الرأي»، و«صوت الشعب»، و«الدستور» حتى عام 1988.
كرمه جلالة الملك عبدالله الثاني خلال حفل أقيم في قصر رغدان العامر بمناسبة عيد استقلال المملكة السابع والسبعين عام 2023 بوسام الملك عبدالله الثاني ابن الحسين للتميز من الدرجة الأولى، تقديرا لدوره الكبير وإسهاماته في تطور الصحافة الأردنية، ومقالاته التي ركزت على قضايا الوطن والأمة، وتسلمه نجله الصحفي باسم سكجها.

## أوسمة ملكية
وسام الملك عبدالله الثاني ابن الحسين للتميز من الدرجة الأولى، تقديرا لدوره الكبير وإسهاماته في تطور الصحافة الأردنية، ومقالاته التي ركزت على قضايا الوطن والأمة، وتسلمه نجله الصحفي باسم سكجها.

## مؤلفاته
- صور مبتداها في يافا، مجموعة قصصية، وزارة الثقافة، عمان، 1982[6]

## وفاته
توفيّ إبراهيم سكجها في الثامن والعشرين من يوليو عام 1991 في عمّان عن عمر يناهز ستة وستين عامًا.